# Łukasz Gutkowski
Łukasz Gutkowski (ur. 21 marca 1998 w Warszawie) – polski pięcioboista nowoczesny. Multimedalista mistrzostw Polski, 18 czerwca 2017 roku w wieku 19 lat i 90 dni został najmłodszym w historii mistrzem Polski seniorów.
W gronie seniorów na arenie międzynarodowej zadebiutował w 2017 roku - w swoich pierwszych zawodach Pucharu Świata w Kairze wszedł do finału, w którym zajął 30. miejsce. W 2018 roku w Budapeszcie razem z Martą Kobecką został pierwszym w historii akademickim mistrzem świata w sztafecie mieszanej. Ten duet powtórzył wynik później w tym samym roku w Drzonkowie na mistrzostwach Europy U24, na których Gutkowski zdobył również tytuł indywidualnie.
Na mistrzostwach Europy seniorów w 2019 roku w Bath zajął szóste miejsce w zawodach indywidualnych, dzięki czemu zdobył kwalifikację na Letnie Igrzyska Olimpijskie 2020.
28 września 2024 wystąpił w charytatywnym meczu koszykarskim „Olimpijczycy i Paraolimpijczycy dla Powodzian”, z którego dochód został przeznaczony na remont zniszczonej przez powódź hali „Obuwnik” w Prudniku (hala Pogoni Prudnik i Zarzewia Prudnik).

## Wyniki
| Rok  | Zawody                           | Miejscowość          | Konkurencja            | Kwalifikacje | Kwalifikacje | Finał | Finał   |
| Rok  | Zawody                           | Miejscowość          | Konkurencja            | Wynik        | Pozycja      | Wynik | Pozycja |
| ---- | -------------------------------- | -------------------- | ---------------------- | ------------ | ------------ | ----- | ------- |
| 2015 | Mistrzostwa Europy juniorów      | Praga                | Mężczyźni              | 1092         | 24. Q        | 1052  | 23.     |
| 2015 | Mistrzostwa Europy juniorów      | Praga                | Sztafeta mężczyzn      | —            | —            | 1187  | 8.      |
| 2015 | Mistrzostwa Europy juniorów      | Praga                | Klasyfikacja drużynowa | —            | —            | 3285  | 6.      |
| 2016 | Mistrzostwa Europy młodzieżowców | Drzonków             | Mężczyźni              | 1062         | 38.          | NQ    | NQ      |
| 2016 | Mistrzostwa Europy młodzieżowców | Drzonków             | Klasyfikacja drużynowa | —            | —            | 3421  | 9.      |
| 2016 | Mistrzostwa świata juniorów      | Limerick             | Mężczyźni              | 1103         | 26. Q        | 1081  | 26.     |
| 2016 | Mistrzostwa świata juniorów      | Limerick             | Sztafeta mieszana      | —            | —            | 1156  | 4.      |
| 2016 | Mistrzostwa świata juniorów      | Limerick             | Klasyfikacja drużynowa | —            | —            | 3211  | 8.      |
| 2016 | Mistrzostwa Europy juniorów      | Barcelona            | Mężczyźni              | 1113         | 4. Q         | 1108  | 13.     |
| 2016 | Mistrzostwa Europy juniorów      | Barcelona            | Sztafeta mężczyzn      | —            | —            | 1232  | srebro  |
| 2016 | Mistrzostwa świata młodzieżowców | Kair                 | Mężczyźni              | 1033         | 49.          | NQ    | NQ      |
| 2016 | Mistrzostwa świata młodzieżowców | Kair                 | Klasyfikacja drużynowa | —            | —            | 3333  | 11.     |
| 2017 | Mistrzostwa Europy młodzieżowców | Barcelona            | Mężczyźni              | 1110         | 22. Q        | 1372  | 27.     |
| 2017 | Mistrzostwa Europy młodzieżowców | Barcelona            | Sztafeta mężczyzn      | —            | —            | 1436  | 7.      |
| 2017 | Mistrzostwa Europy               | Mińsk                | Mężczyźni              | 1099         | 30. Q        | 1367  | 26.     |
| 2017 | Mistrzostwa Europy               | Mińsk                | Sztafeta mieszana      | —            | —            | 1059  | 9.      |
| 2017 | Mistrzostwa Europy               | Mińsk                | Klasyfikacja drużynowa | —            | —            | 3553  | 10.     |
| 2017 | Mistrzostwa świata młodzieżowców | Székesfehérvár       | Mężczyźni              | 1100         | 8. Q         | 1389  | 19.     |
| 2017 | Mistrzostwa świata młodzieżowców | Székesfehérvár       | Sztafeta mężczyzn      | —            | —            | 1467  | 4.      |
| 2017 | Mistrzostwa świata młodzieżowców | Székesfehérvár       | Sztafeta mieszana      | —            | —            | 1410  | 5.      |
| 2017 | Mistrzostwa świata młodzieżowców | Székesfehérvár       | Klasyfikacja drużynowa | —            | —            | 3466  | 11.     |
| 2017 | Mistrzostwa świata               | Kair                 | Mężczyźni              | 954          | 63.          | NQ    | NQ      |
| 2017 | Mistrzostwa Europy U24           | Drzonków             | Mężczyźni              | —            | —            | 497   | 23.     |
| 2018 | Mistrzostwa Europy młodzieżowców | El Prat de Llobregat | Mężczyźni              | 1097         | 26. Q        | 1462  | 6.      |
| 2018 | Mistrzostwa Europy młodzieżowców | El Prat de Llobregat | Sztafeta mężczyzn      | —            | —            | 1521  | srebro  |
| 2018 | Mistrzostwa Europy młodzieżowców | El Prat de Llobregat | Sztafeta mieszana      | —            | —            | 1412  | 7.      |
| 2018 | Mistrzostwa Europy młodzieżowców | El Prat de Llobregat | Klasyfikacja drużynowa | —            | —            | 4271  | 5.      |
| 2018 | Akademickie Mistrzostwa Świata   | Budapeszt            | Mężczyźni              | —            | —            | 1140  | 4.      |
| 2018 | Akademickie Mistrzostwa Świata   | Budapeszt            | Sztafeta mieszana      | —            | —            | 1447  | złoto   |
| 2018 | Akademickie Mistrzostwa Świata   | Budapeszt            | Zawody drużynowe       | —            | —            | 1407  | brąz    |
| 2018 | Mistrzostwa świata młodzieżowców | Kladno               | Mężczyźni              | 1149         | 1. Q         | 1443  | 5.      |
| 2018 | Mistrzostwa świata młodzieżowców | Kladno               | Sztafeta mężczyzn      | —            | —            | 1492  | 4.      |
| 2018 | Mistrzostwa świata młodzieżowców | Kladno               | Klasyfikacja drużynowa | —            | —            | 4179  | 5.      |
| 2018 | Mistrzostwa świata               | Meksyk               | Mężczyźni              | 1114         | 21. Q        | 1349  | 32.     |
| 2018 | Mistrzostwa świata               | Meksyk               | Sztafeta mężczyzn      | —            | —            | 1436  | 9.      |
| 2018 | Mistrzostwa Europy U24           | Drzonków             | Mężczyźni              | —            | —            | 1437  | złoto   |
| 2018 | Mistrzostwa Europy U24           | Drzonków             | Sztafeta mieszana      | —            | —            | 1414  | złoto   |
| 2018 | Mistrzostwa Europy U24           | Drzonków             | Klasyfikacja drużynowa | —            | —            | 4174  | 2.      |
| 2019 | Mistrzostwa Europy młodzieżowców | Drzonków             | Mężczyźni              | 1074         | 12. Q        | 1355  | 21.     |
| 2019 | Mistrzostwa Europy młodzieżowców | Drzonków             | Sztafeta mężczyzn      | —            | —            | 1403  | 6.      |
| 2019 | Mistrzostwa Europy młodzieżowców | Drzonków             | Klasyfikacja drużynowa | —            | —            | 4066  | 8.      |
| 2019 | Mistrzostwa świata młodzieżowców | Drzonków             | Mężczyźni              | 1091         | 27. Q        | 1440  | brąz    |
| 2019 | Mistrzostwa świata młodzieżowców | Drzonków             | Sztafeta mężczyzn      | —            | —            | 1474  | srebro  |
| 2019 | Mistrzostwa świata młodzieżowców | Drzonków             | Sztafeta mieszana      | —            | —            | 1400  | 4.      |
| 2019 | Mistrzostwa świata młodzieżowców | Drzonków             | Klasyfikacja drużynowa | —            | —            | 3842  | 10.     |
| 2019 | Mistrzostwa Europy               | Bath                 | Mężczyźni              | 1135         | 26. Q        | 1439  | 6.      |
| 2019 | Mistrzostwa Europy               | Bath                 | Klasyfikacja drużynowa | —            | —            | 4145  | 6.      |